# Courville-sur-Eure
Courville-sur-Eure ist eine französische Gemeinde mit 3.228 Einwohnern (Stand 1. Januar 2022) im Département Eure-et-Loir in der Region Centre-Val de Loire. Courville-sur-Eure gehört zum Arrondissement Chartres und zum Kanton Illiers-Combray.

## Geographie
Courville-sur-Eure liegt etwa 20 Kilometer westlich von Chartres am Fluss Eure. Umgeben wird Courville-sur-Eure von den Nachbargemeinden Saint-Arnoult-des-Bois im Norden, Saint-Luperce im Osten und Südosten, Saint-Germain-le-Gaillard im Süden, Chuisnes im Südwesten, Landelles im Westen und Nordwesten sowie Billancelles im Nordwesten.
Durch die Gemeinde führt die frühere Route nationale 23 (heutige D923). Der Bahnhof der Gemeinde liegt an der Bahnstrecke Paris–Brest.

## Geschichte
Der Name Courville geht auf die beiden lateinischen Wörter curva und villa zurück, was „gekrümmte Stadt“ bedeutet.
877 wurde die gallo-römische Siedlung per Edikt in ein mittelalterliches Lehen umgewandelt. Nach dem Bau einer Festung wurde Courville zu einer Kastellanei und stand unter der Herrschaft eines kleinen Feudalherren. Diese entwickelte sich später zu einer Baronie und 1656 zu einem Marquisat weiter.
Zwischen dem 29. Januar und 8. Februar 1939 kamen im Zuge der Retirada mehr als 2000 spanische Flüchtlinge, die in ihrem Land vom Franco-Regime verfolgt wurden, nach Eure-et-Loir. Nachdem sich ein Lager in Lucé und ein Gefängnis in Châteaudun für die Aufnahme als unzureichend erwiesen, wurden die Flüchtlinge, größtenteils Frauen und Kinder, auf 53 Dörfer verteilt, darunter Courville-sur-Eure. Diese lebten abgeschnitten von der Außenwelt in strikter Quarantäne, bekamen Impfungen und wurden mit den nötigen Lebensmitteln versorgt. Ein Teil kehrte noch im selben Jahr auf Initiative der französischen Regierung wieder nach Spanien zurück, etwa 900 Menschen blieben im Département und wurden im Dezember nach Dreux und Lucé geschickt.

### Bevölkerungsentwicklung
| Jahr      | 1962 | 1968 | 1975 | 1982 | 1990 | 1999 | 2006 | 2012 | 2018 |
| Einwohner | 2044 | 1972 | 2030 | 2260 | 2375 | 2739 | 2700 | 2827 | 2851 |

## Sehenswürdigkeiten
- Kirche Saint-Pierre, ursprünglich im 12. Jahrhundert erbaut, im 15. und 16. Jahrhundert wieder errichtet, seit 1907 Monument historique
- Windmühle, seit 1993 Monument historique
- Siechenhaus, seit 1920 Monument historique

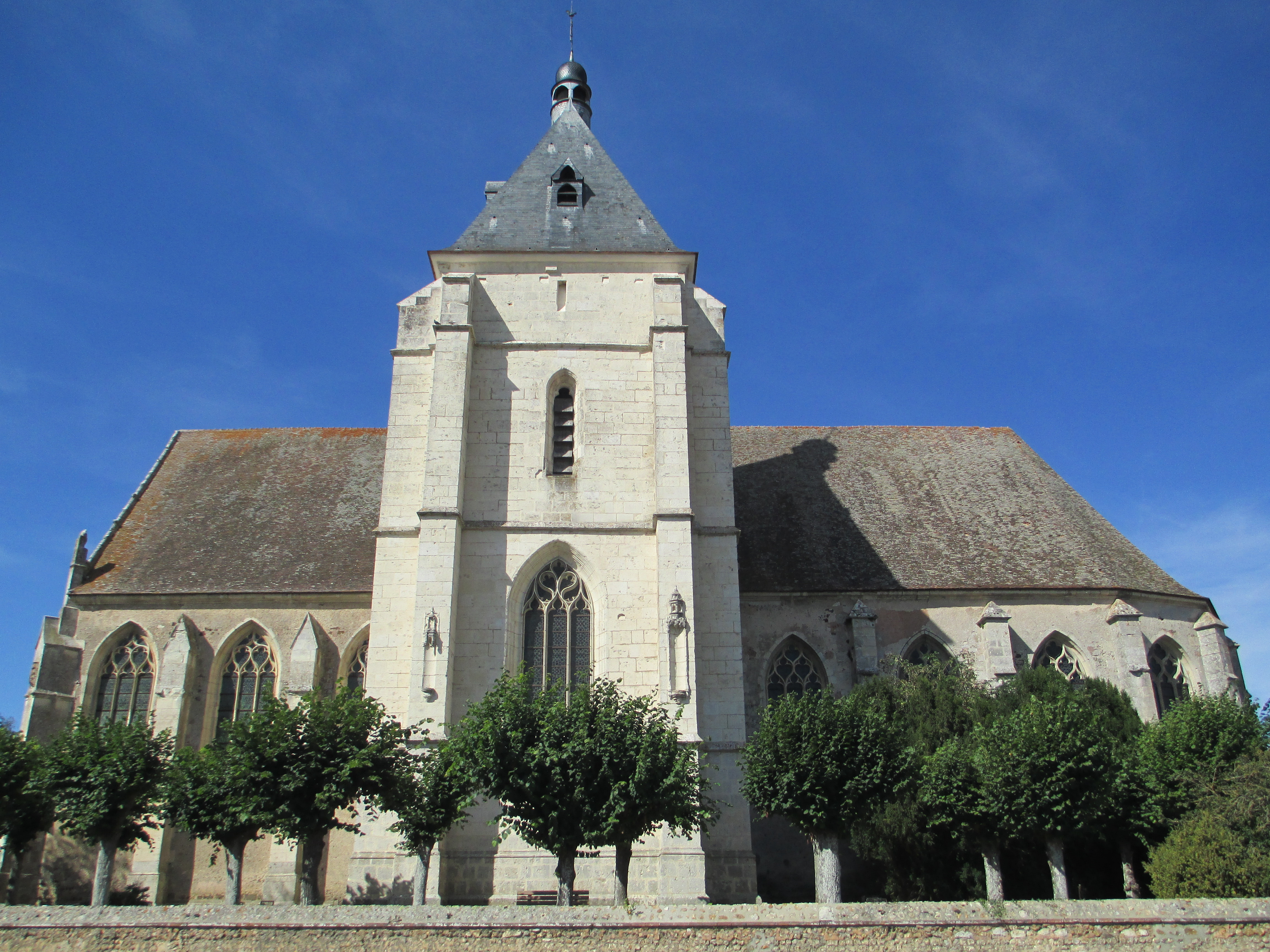
Kirche Saint-Pierre

## Partnergemeinde
Mit der britischen Gemeinde Alveston in South Gloucestershire (England) besteht eine Partnerschaft.

## Persönlichkeiten
- Charles-François Panard (1689–1765), Dichter, Dramaturg und Sänger
- Ludovic Sylvestre (* 1984), Fußballspieler, begann hier seine Karriere